# Isotomurus alticolus
Isotomurus alticolus is een springstaartensoort uit de familie van de Isotomidae. De wetenschappelijke naam van de soort is voor het eerst geldig gepubliceerd in 1899 door Carl.